# Juan Pablo Barbosa
Juan Pablo Barbosa (4 ottobre 1971) è uno schermidore argentino.

## Palmarès
In carriera ha conseguito i seguenti risultati:
- Giochi Panamericani:

Mar del Plata 1995: bronzo nel fioretto a squadre.